# 홋카이도도 제714호선
714번 홋카이도도(일본어: 北海道道714号住吉女満別停車場線→홋카이도도 714호 스미요시-메만베쓰 정차장선)는 홋카이도 아바시리군 오조라정 내를 관통하는 일본의 일반현도 노선이다.